# Santa Maria de Besora
Santa Maria de Besora ist eine katalanische Gemeinde (Municipio) mit 164 Einwohnern (Stand: 2024) in der Provinz Barcelona im Nordosten Spaniens. Sie liegt in der Comarca Osona. 

## Geographie
Santa Maria de Besora liegt etwa 85 Kilometer nördlich von Barcelona in einer Höhe von ca. 865 m.

## Demografie
| 1900 | 1930 | 1950 | 1970 | 1981 | 1991 | 2001 | 2011 | 2021 |
| ---- | ---- | ---- | ---- | ---- | ---- | ---- | ---- | ---- |
| 466  | 465  | 367  | 260  | 209  | 201  | 178  | 157  | 161  |

## Sehenswürdigkeiten
- Burgruine von Besora
- Marienkirche

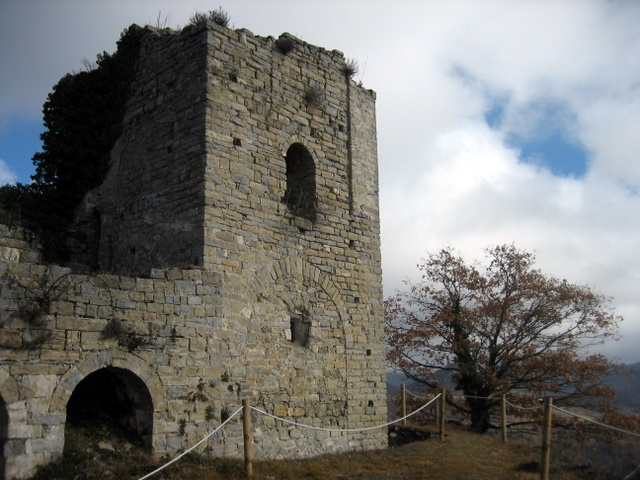
Burgruine
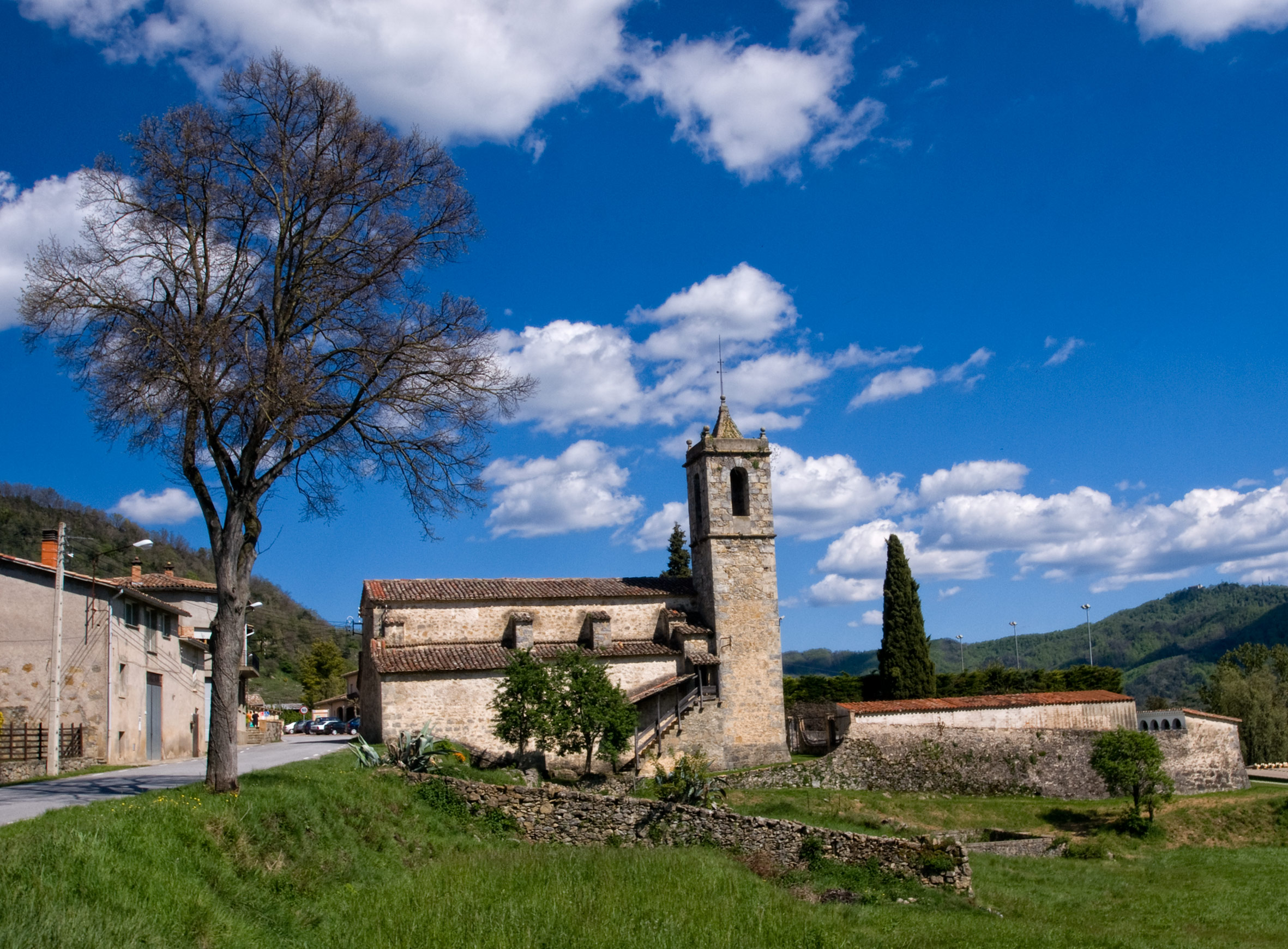
Marienkirche